# 合兰真沙陀-折折运都山之战
合兰真沙陀-折折运都山之战（Khalakhaljid Sands），1203年（宋嘉泰三年，金泰和三年）春，成吉思汗统一蒙古各部战争中，铁木真与王汗在合兰真沙陀（今内蒙古东乌珠穆沁旗北境）、折折运都山（今克鲁伦河上游之南）的决战。战后，王汗败亡，铁木真奠定了统一蒙古的基础。
克烈部是当时蒙古高原上最强盛的一个部落集团，在土拉河流城与斡儿寒河（鄂尔浑河）流域和杭爱山地区游牧，占据蒙古草原的心腹地带。其王帐没在回故都窝鲁朵城（今蒙古国鄂尔浑河上游哈拉和林北）。该部落首领脱斡邻勒汗，因入金纳贡和助金作战有功，金朝册封为王，故蒙古人称之为王汗。铁木真被推选为蒙古乞颜部首领后，一直依附于强大的克烈部，以王汗为汗父，凭借其力量保护自己，同时征战四方。
1202年至1203年，铁木真意欲联合王汗消灭乃蛮部，王汗见铁木真势力不断壮大，危及自己在蒙古高原的霸主地位，便开始招纳蒙古部的叛逃者，利用他们，特别是接受了札達蘭部首领札木合，扩充自己的势力。铁木真为了争取力量，进而瓦解王汗势力，以离间与联婚为策略。但在札木合的作用下，未能实现，从此，王汗与铁木真的关系走向破裂、矛盾激化。1203年春，王汗假称许婚，邀铁木真赴宴“不兀勒札儿”（蒙古语、许亲酒），想要乘机杀死铁木真。因阴谋泄露，诱杀未成，立即发兵进击，双方在合兰真沙陀交战。铁木真仓促迎战，仅以三千兵马，迎击数倍的克烈部大军，一日苦战，击退王罕军的进攻后，乘夜移师至合勒合河畔（今哈拉哈河畔），分军沿河而下，至董哥泽（今贝尔湖之东），始脱险地。王汗也率军西归。铁木真与拙赤合撒儿、朮赤台、札八儿火者、镇海、速不台、哈散納、阿朮魯、紹古兒、怀都、塔海拔都儿、失鲁孩（雪里坚那颜）、孛禿、耶律阿海、耶律禿花、答失蛮·哈只不、玉速阿剌、哈班（速不台的父亲）、忽鲁浑（速不台的哥哥）等十九人共饮班朱尼河水，立誓复仇。穆斯林阿三·撒儿塔黑台为铁木真提供了食物、情报。
战后，跟随王汗的蒙古贵族，阴谋袭击王汗。王汗得知率兵攻打，答里台（铁木真叔父）等逃归铁木真，札木合等投靠乃蛮。铁木真休养士马，纠集部众，派使者去责备王汗，并行离间之策，派胞弟拙赤合撒儿诈降，稳住王汗，争取时间，然后再战。1203年秋，力量得到恢复，于是移驻斡难河西岸的三河源头，整军备战。不久，得知王汗毫无戒备，令拙赤合撒儿前去诈降，然后移军客鲁涟河（今克鲁伦河）上游，秘密西袭王汗。经三天三夜激战，围王汗大营，全歼王汗军。王汗、桑昆父子二人西逃后，被乃蛮哈剌鲁汗所杀，至此，克烈部灭亡。